# Pierre-Louis Mallen
Pierre-Louis Mallen est un journaliste, diplomate et homme de lettres français, membre correspondant de l'Institut de France, né le 29 juillet 1909 à Marseille (Bouches-du-Rhône), décédé le 5 août 2004 à Royan (Charente-Maritime).

## Bibliographie

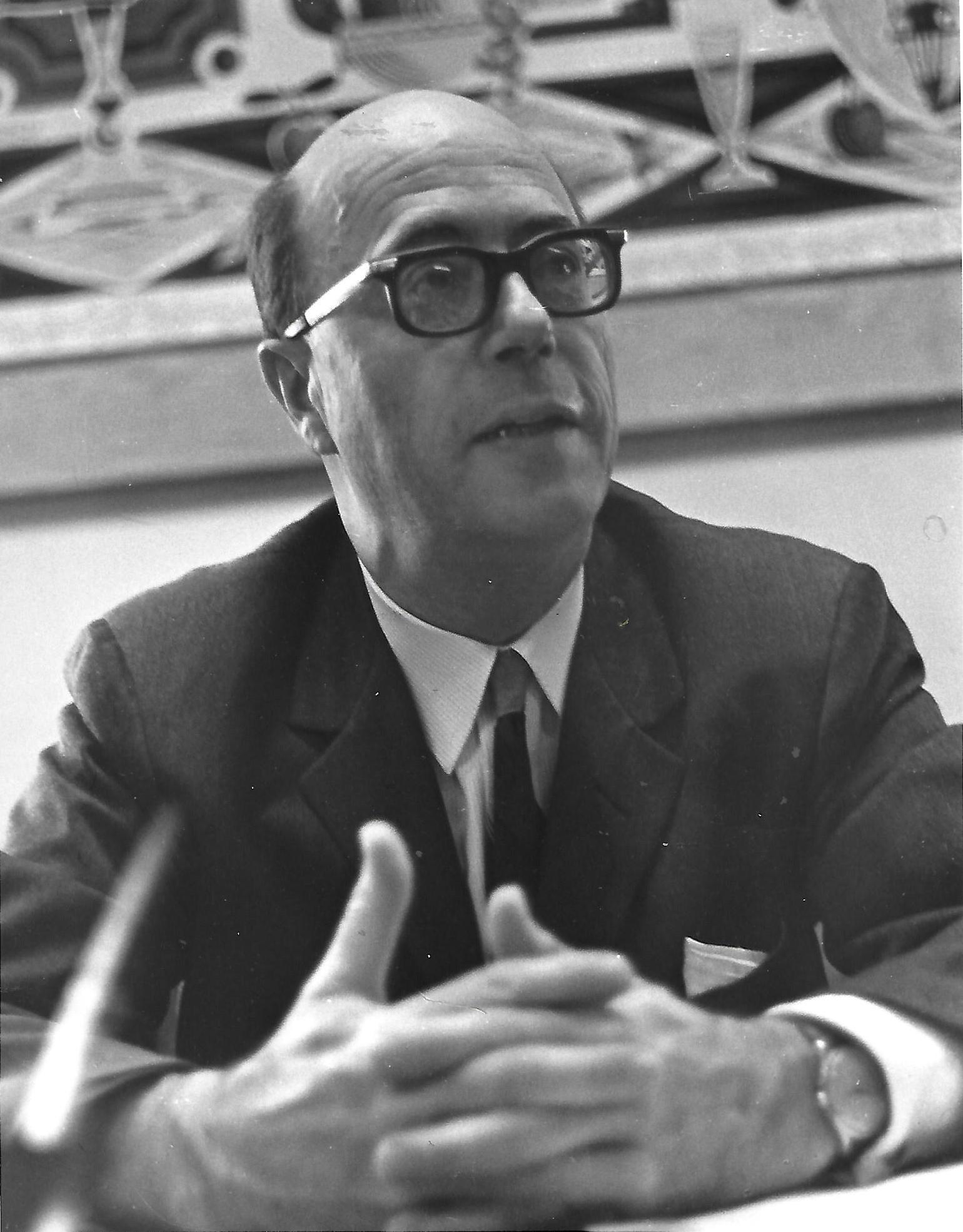
Pierre-Louis Mallen, Délégué de l’ORTF au Canada (1967).

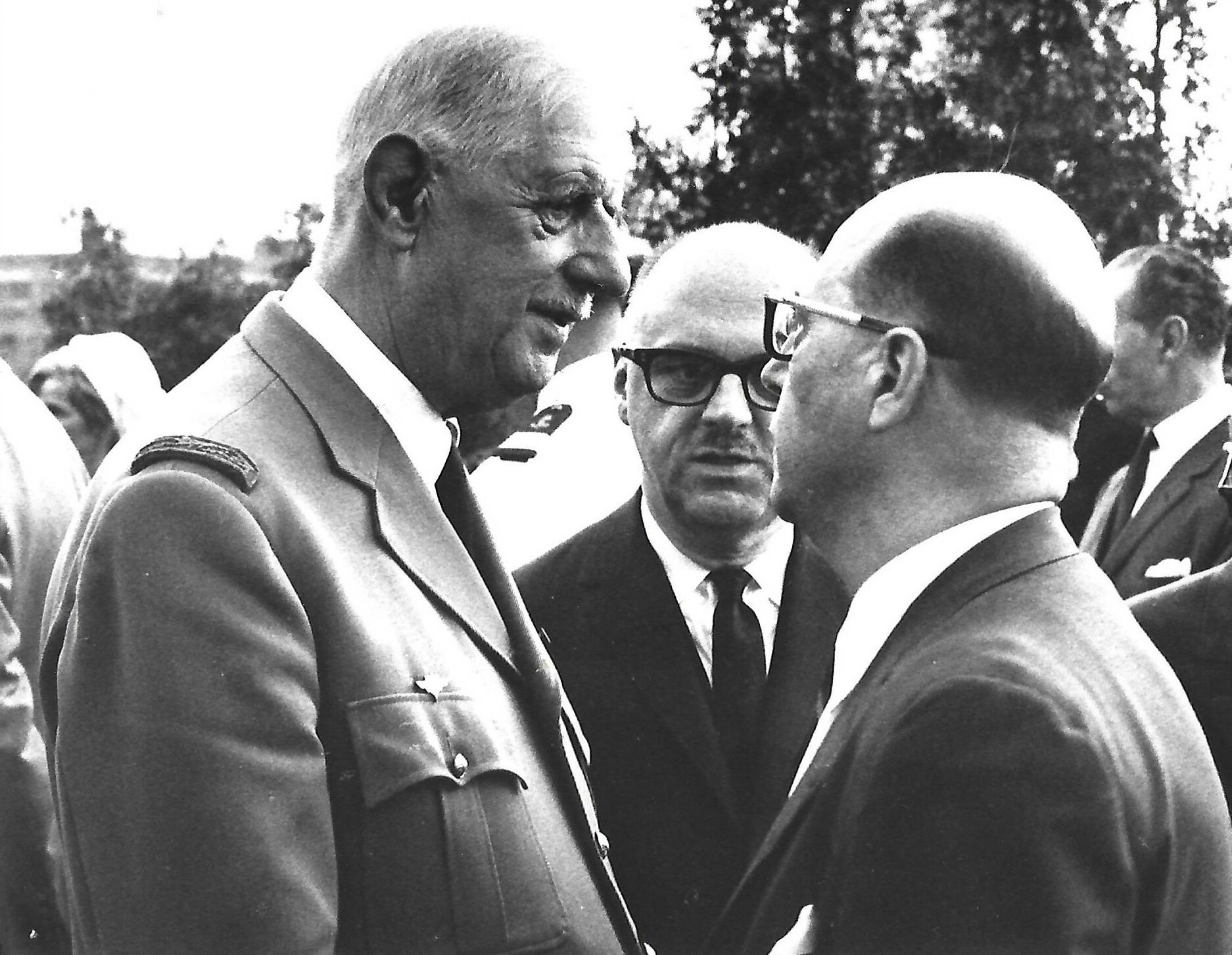
Pierre-Louis Mallen et le Général de Gaulle, peu après le « Vive le Québec Libre » (24 Juillet 1967) ; derrière, le maire de Montréal, Jean Drapeau.

## Récompenses
- Officier de la Légion d'honneur
- Croix du combattant (1939-1945)
- Croix des services militaires volontaires
- Docteur Honoris Causa de l'Université du Québec (1983)
- Chevalier de l’Ordre royal de Léopold (Belgique)
- Chevalier de l’Ordre de la Pléiade (Francophonie)
- Chevalier de l’Ordre des francophones d'Amérique (Québec)
- Médaille « Bene Merenti de Patria », décernée en 1989 par la Société Saint-Jean Baptiste de Montréal (depuis sa création, cette médaille n’avait jamais auparavant été décernée à un non-Québécois)
- Récipiendaire de l’Ordre des francophones d'Amérique (Conseil de la langue française)

## Œuvres
- Le Chapitre – prix de la Nouvelle (1942)
- Restait l’espérance (pièce) – prix de la Croix Rouge (1944)
- Exils – Poèmes et Nouvelles, avec Alfred Gaspart, Marcel-Joseph Trabaud et Pierre-Henri Simon (1945)
- Victoire sur la Nahanni, la vallée sans hommes (Flammarion, 1968)
- Vivre le Québec libre, Plon (Paris) et Presses de la Cité (Montréal), préfacé par René Lévesque (1978)
- Êtes-vous dépendantiste ?, Les éditions La Presse, Montréal (1979)
- Mémorial du Québec (1980)
- Problèmes actuels des nations bilingues (Communication à l’Académie des Sciences Morales et Politiques, 1983)
- La grave illusion, Le monde diplomatique (1984)
- L'Exposition nationale coloniale de Marseille en 1922 (in ‘comptes-rendus trimestriels des séances de l'Académie des sciences d'outre-mer’, 1997)